# NGC 541
NGC 541 è una vasta galassia lenticolare situata nella costellazione della Balena a una distanza di circa 246 milioni di anni luce dalla nostra Via Lattea.

## Descrizione
Halton Arp ha scelto NGC 541 come esempio di galassia ellittica affiancata da un frammento galattico e l'ha inclusa nel suo Atlas of Peculiar Galaxies con la designazione Arp 133.

## Scoperta
NGC 541 è stata scoperta il 30 ottobre 1864 dall'astronomo prussiano Heinrich d'Arrest.

## Buco nero supermassiccio
In base alle misure della velocità interna della galassia, ottenute dal telescopio spaziale Hubble, la massa del buco nero supermassiccio che si ritiene sia presente al centro di NGC 541, dovrebbe essere compresa tra 190 e 920 milioni di masse solari {\displaystyle M_{\odot }}.

## Gruppo di NGC 545 e Abell 194
NGC 541 fa parte del Gruppo di NGC 545, un raggruppamento che comprende almeno 11 galassie situate nella costellazione della Balena e che prende il nome da NGC 545, la galassia più vasta e luminosa del gruppo.
Questo gruppo fa parte anche del più vasto ammasso di galassie denominato Abell 194.
La designazione DRCG 7-34 è stata utilizzata da Wolfgang Steinicke per indicare che questa galassia figura nel catalogo degli ammassi galattici di Alan Dressler. I numeri 7 e 34 indicano rispettivamente che si tratta del 7º ammasso (Abell 194) e della 34ª galassia di questa lista.
Questa galassia è designata Abell 194:[D80] 34 dal database NASA/IPAC.

### Descrizione

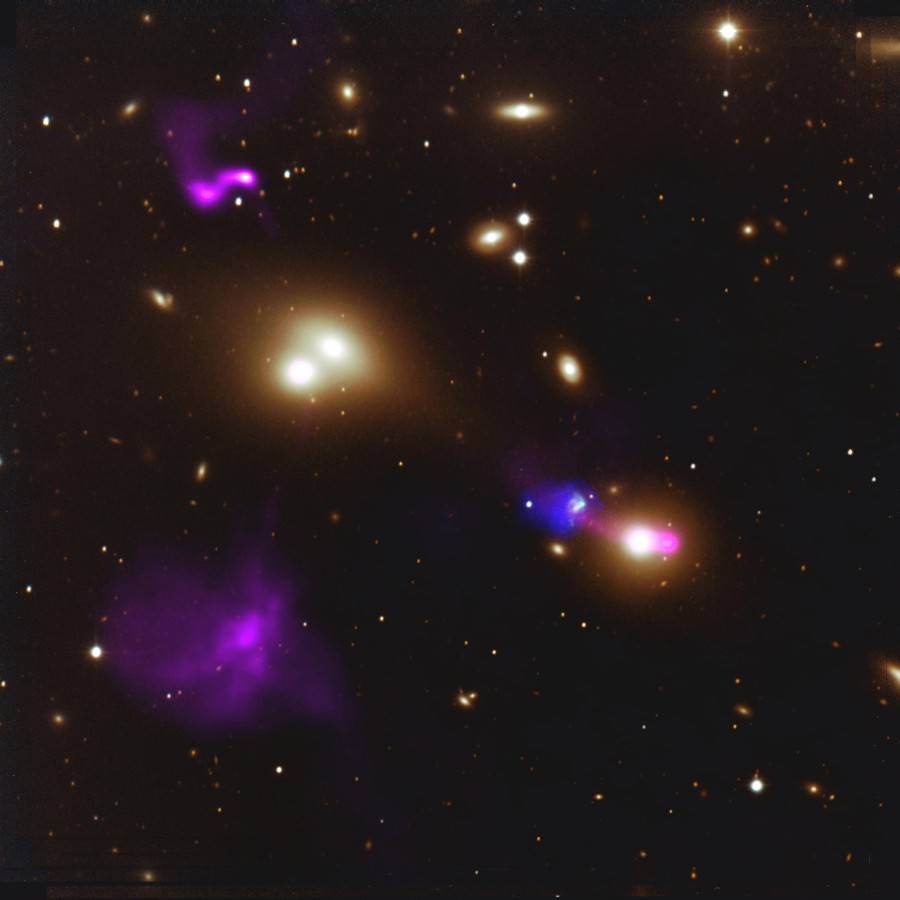
L'ammasso Abell 194. (Image courtesy of NRAO/AUI and Courtesy of S. Croft; W. van Breugel; W. de Vries; J. van Gorkom; H. Morganti; T. Osterloo; M. Dopita; M. Gregg)

La distanza media tra il centro di massa di questo gruppo e la nostra Via Lattea è di 76,2 megaparsec.
Due galassie di questo gruppo, NGC 545 e NGC 547, producono forti getti di materia nella regione che contorna il buco nero supermassiccio che si ritiene sia situato al loro centro. Questi getti sono stati captati dai radiotelescopi del VLA e sono mostrati in viola nelle immagini dell'ammasso riprese dal NRAO. I getti di queste due galassie interagenti gravitazionalmente vengono proiettati fino a distanze dell'ordine di 250'000 anni luce. Il getto più corto della galassia NGC 541, mostrato un po' più in basso a destra nell'immagine, entra in collisione con una nube di idrogeno. L'onda d'urto creata da questo getto ha generato una zona di formazione stellare visibile nell'immagine ripresa dal telescopio di 2,3 m dell'osservatorio di Siding Spring in Australia. Questo raro tipo di incubatoio stellare è conosciuto con il nome di "oggetto di Minkowski".
Oltre a NGC 541, le principali galassie del Gruppo di NGC 545 sono NGC 530, NGC 541, NGC 545, NGC 547 NGC 560, NGC 564, NGC 570, NGC 577, NGC 585, UGC 892 e UGC 1062 (rispettivamente CGCG 0118.7-0048 e CGCG 0126.4-0049 indicate come 0118-0048 e 0126-0049 da Mahtessian).

## Gruppo di NGC 585
Secondo lo studio pubblicato da Garcia nel 1993, NGC 541 fa parte anche del Gruppo di NGC 585, un raggruppamento che comprende almeno 23 galassie. Le altre galassie di questo gruppo incluse nel New General Catalogue sono: NGC 538, NGC 543, NGC 545, NGC 547, NGC 548, NGC 570 e NGC 585.
Oltre a NGC 541, le galassie comuni a entrambi i gruppi sono NGC 545, NGC 547, NGC 585, UGC 892 e UGC 1062. Sembrerebbe opportuno fondere le due liste di galassie in modo da formare un unico gruppo.